# 菲奥娜·伯克
菲奥娜·伯克（英語：Fiona Bourke，1988年10月16日—），新西兰女子赛艇运动员。她曾代表新西兰参加世界赛艇锦标赛，获得一枚金牌、一枚银牌和一枚铜牌。她也曾参加2012年夏季奥林匹克运动会。